# José-Karl Pierre-Fanfan
José-Karl Pierre-Fanfan (ur. 26 lipca 1975 w Saint-Pol-sur-Mer) – piłkarz francuski grający na pozycji środkowego obrońcy.

## Kariera klubowa
Karierę piłkarską Pierre-Fanfan rozpoczął w klubie USL Dunkerque. W 1993 roku zadebiutował w jego barwach w Ligue 2. W 1996 roku spadł z Dunkerque do Championnat National, a w 1997 roku odszedł do pierwszoligowego RC Lens. W ekstraklasie Francji zadebiutował 15 sierpnia 1997 w zremisowanym 0:0 domowym meczu z Le Havre AC. W sezonie 1997/1998 wywalczył z Lens mistrzostwo Francji. Wystąpił też w przegranym finale Pucharu Francji. W Lens grał do 2001 roku.
Latem 2001 Pierre-Fanfan przeszedł do AS Monaco, w którym swój debiut zanotował 26 lipca 2001 w przegranym 0:1 domowym spotkaniu z FC Sochaux-Montbéliard. Zawodnikiem Monaco był przez 2 sezony.
W 2003 roku Pierre-Fanfan odszedł z Monaco do Paris Saint-Germain. W paryskim zespole zadebiutował 9 sierpnia 2003 w meczu z Lille OSC (0:1). W PSG występował przez 2 lata, a w 2004 roku zdobył z tym klubem Puchar Francji.
W 2005 roku Pierre-Fanfan podpisał kontrakt ze szkockim Rangers. W Scottish Premier League po raz pierwszy wystąpił 31 lipca 2005 w meczu z Livingston (3:0). W 2006 roku wywalczył z Rangers wicemistrzostwo kraju. W 2006 roku odszedł z klubu, a nowy znalazł w 2007 roku. Był nim katarski zespół Al-Sailiya. W 2008 roku zakończył w nim karierę sportową.
| Sezon   | Klub                | Kraj    | Rozgrywki            | Mecze | Bramki |
| ------- | ------------------- | ------- | -------------------- | ----- | ------ |
| 1993/94 | USL Dunkerque       | Francja | Ligue 2              | 1     | 0      |
| 1994/95 | USL Dunkerque       | Francja | Ligue 2              | 5     | 0      |
| 1995/96 | USL Dunkerque       | Francja | Ligue 2              | 20    | 0      |
| 1996/97 | USL Dunkerque       | Francja | Championnat National | 19    | 1      |
| 1997/98 | RC Lens             | Francja | Ligue 1              | 12    | 0      |
| 1998/99 | RC Lens             | Francja | Ligue 1              | 4     | 0      |
| 1999/00 | RC Lens             | Francja | Ligue 1              | 26    | 2      |
| 2000/01 | RC Lens             | Francja | Ligue 1              | 30    | 2      |
| 2001/02 | AS Monaco           | Francja | Ligue 1              | 18    | 0      |
| 2002/03 | AS Monaco           | Francja | Ligue 1              | 11    | 1      |
| 2003/04 | Paris Saint-Germain | Francja | Ligue 1              | 34    | 1      |
| 2004/05 | Paris Saint-Germain | Francja | Ligue 1              | 33    | 1      |
| 2005/06 | Rangers             | Szkocja | Premier League       | 7     | 1      |
| 2007/08 | Al-Sailiya          | Katar   | Q-League             | ?     | ?      |